# Пушкин, Михаил Евстафьевич
Михаил Евстафьевич Пушкин (ум. после 1638) — сотенный голова, воевода и дворянин московский.
Михаил Остафьевич (Евстафьевич) Пушкин, в 1611 г. был в составе Первого ополчения, воевал против польских интервентов, в 1613 г. участвовал в выборах царя Михаила Романова.

## Биография
Представитель дворянского рода Пушкиных. Второй сын воеводы и думного дворянина Евстафия Михайловича Пушкина (? — 1603). Братья — Алексей, Иван, Никита и Лука Пушкины.
В 1611 году дворянин московский Михаил Евстафьевич Пушкин служил в рядах первого ополчения под предводительством князя Дмитрия Тимофеевича Трубецкого. «Поместный оклад ему 800 четей, денежный из чети 40 руб».
В 1613 году М. Е. Пушкин подписал соборную грамоту об избрании на царский престол Михаила Фёдоровича Романова. В 1614 году он находился на воеводстве в Великом Устюге. По царскому указу он должен был послать из Устюга в Тихвин деньги для покупки хлеба и выдачи жалованья ратным людям, по случаю ожидавшего нападения шведов и литовцев на Тихвинский монастырь.
В 1620—1621 годах — воевода в Чебоксарах.
В 1645 году его человек Ивашка Ушаков, в пьяном виде, донес на него в Стрелецкий приказ, будто бы он говорил ему с глазу на глаз про царя Алексея Михайловича, что он «на Московском государстве учинился не по их выбору». Когда допросили об этом Пушкина, оказалось, что он ни с кем ничего подобного не говорил, а Ивашка, протрезвившись, повинился, что он доносил спьяна.
В 1638 году Михаил Евстафьевич Пушкин жил в Москве, где у него был двор на Рождественской улице.
Скончался, оставив после себя единственного сына — стольника Петра Михайловича «Желтоуха».